# Tovomita fanshawei
Tovomita fanshawei är en tvåhjärtbladig växtart som beskrevs av Bassett Maguire. Tovomita fanshawei ingår i släktet Tovomita och familjen Clusiaceae. Inga underarter finns listade i Catalogue of Life.